# Jack Barth
Jack Brath est un scénariste, réalisateur et producteur américain principalement connu pour son travail pour Japanorama et The Fabulous Picture Show.

## Filmographie

### Scénariste

#### Pourles Simpson
| Année | Titre                  | Titre original      | Saison | Épisode | Réalisateur   |
| ----- | ---------------------- | ------------------- | ------ | ------- | ------------- |
| 1996  | Un poisson nommé Selma | A Fish Called Selma | 7      | 19      | Mark Kirkland |

#### Autre
- 1992 : Americana
- 1996 : The Late Jonathan Ross (6 épisodes)
- 2001 : Baddiel's Syndrome
- 2001 : Stop! Kung Fu! (6 épisodes)
- 2002-2007 : Japanorama (18 épisodes)
- 2003 : Make My Dad (4 épisodes)
- 2006 : Asian Invasion
- 2007-2011 : The Fabulous Picture Show (80 épisodes)

### Réalisateur
- 2010 : The Fabulous Picture Show (1 épisode)

### Producteur
- 2001 : Stop! Kung Fu! (6 épisodes)
- 2002-2007 : Japanorama (18 épisodes)
- 2006 : Asian Invasion
- 2007-2011 : The Fabulous Picture Show (80 épisodes)